# Acca Larentia
Acca Larentia nebo Acca Larentina byla v římské mytologii, žena a později bohyně jejíž svátek, Larentalia, byl slaven 23. prosince. 

## Pěstounka
V jedné mytologické tradici (tradice Licinia Macera a kol.) byla manželkou pastýře Faustula, a proto i adoptivní matkou Romula Rema, o které se říká, že je zachránila poté, co byli vhozeni do Tiberu na přání Amulia . Měla dvanáct synů a po smrti jednoho z nich se ujala Romula a se zbývajícími jedenácti založila kolej Arvalských bratří ( Fratres Arvales ).  Proto je ztotožněna s bohyní Dea Dia tohoto kolegia.

## Římský patriot
Podle další tradice byla Larentia krásná dívka se známou pověstí, zhruba ve stejném věku jako Romulus a Remus, za vlády Anka Marciuse v 7.   století př. n. l. Byla darována Herculesovi jako výhra v kostkách. Když ji bůh již nepotřeboval, nabídl jí, aby se provdala za prvního muže, kterého potká. Když vyšla toho rána, potkala bohatého Etruska jménem Carutius (nebo Tarrutius, podle Plutarcha ). Larentia později zdědila veškerý jeho majetek a odkázala jej římskému lidu.
Ancus, vděčný za její šlechetnost, dovolil jí, aby byla pohřbena ve Velabrumu, a uspořádal každoroční festival, Larentalia, při kterém byly oběti nabídnuty Larům .  Plutarch výslovně prohlašuje, že tato Larentia byla jiná osoba než Larentia, která byla provdána za Faustula, ačkoli ostatní spisovatelé, jako například Licinius Macer, své příběhy připisují ke stejné osobě. 

## Prostitutka
Podle další tradice Larentia nebyla ani manželkou Faustula, ani Herculesovou manželkou, ale prostitutkou zvanou „lupa“ (doslovně „vlk“, ale hovorově „zdvořilost“). 

## Spojení s Lary
Zdá se jasné, že byla etruského původu a je spojena s uctíváním Larů, z níchž její jméno může nebo nemusí být odvozeno. Tento vztah je patrný také v počtu jejích synů, což odpovídá vztahu dvanácti zemí Larů.  TP Wiseman zkoumá spojení mezi Acca Larentia, Lara a Larunda ve svých knihách Remus: Římský mýtus a Římské mýty .

## Funkce
Stejně jako Ceres, Tellus, Flora a další, i Acca Larentia symbolizovala úrodnost země, zejména městské půdy a jejich plodiny. Acca Larentia je také identifikována s Larentinou, Mana Genita a Mutou .

## V moderní literatuře
Acca je postava v příběhu Davida Drakea "Přinést světlo" rekonstrukce římských počátků kolem roku 751 př. n. l.. Je znázorněna jako sympatická vesnická žena v malé pastýřské komunitě na kopci Palatine.